# 弗拉基米爾·維爾納茨基
弗拉基米尔·伊万诺维奇·维尔纳茨基（1863年3月12日—1945年1月6日），俄羅斯帝國、烏克蘭及苏联矿物学及地质化学家，被认为是地球化学、生物地球化学和放射地质学的创始人之一。他关于智慧圈的概念，影响了后来的俄国宇宙主义思潮。他最著名的著作是1926年的《生物圈》，他在这部著作中推广了爱德华·苏斯于1885年提出的生物圈概念，认为生命是塑造地球的一种地质力。1943年，他被授予斯大林奖。

## 早年
按照家族传说，维尔纳茨基的父亲伊万·维尔纳茨基是扎波罗热哥萨克的后代，他曾在基辅担任经济学教授，后来到彼得堡担任议员，妈妈则是一位俄国女贵族。1868年，由于不适应彼得堡的气候，维尔纳茨基家搬到了哈尔科夫。1873年维尔纳茨基在哈尔科夫当地的学校就读，第一学年结束后，全家曾前往维也纳和布拉格等地旅行。1876年全家迁回圣彼得堡。维尔纳茨基进入圣彼得堡第一高中就读。1881年高中毕业，进入圣彼得堡国立大学就读。

## 早期研究和教学
1885年，维尔纳茨基从圣彼得堡国立大学物理和数学系毕业，翌年与恋人娜塔莉娅结婚。1889年维尔纳茨基到意大利、德国和法国进行商务旅行，途中遇到了地质学家阿列克谢·帕夫洛夫，帕夫洛夫很欣赏维尔纳茨基。所以当圣彼得堡国立大学缺少矿物学教师，只能暂由由土壤科学家瓦西里·多库恰耶夫和帕夫洛夫教授矿物学课程，他推荐了维尔纳茨基担任矿物学助理教授。
在维尔纳茨基选择他的博士论文的题目期间，他曾前往那不勒斯，试图受教于晶体学家阿尔坎杰洛·斯卡基。发现斯卡基的健康状况不佳后，维尔纳茨基又前往德国，在保罗·格罗特的指导下进行研究，格罗特对矿石按照化学性质和晶体结构进行分类的思想对他影响颇大，为此他改进了矿石的实验装置，可以更好的研究晶体的光学、热学、弹性、电学和磁学性能。他也曾获得使用莱昂哈德·索恩克的实验室的资格。1897年他在圣彼得堡国立大学通过博士学位答辩。第二年起在帕夫洛夫的邀请下，开始担任莫斯科大学教授。

## 社会活动

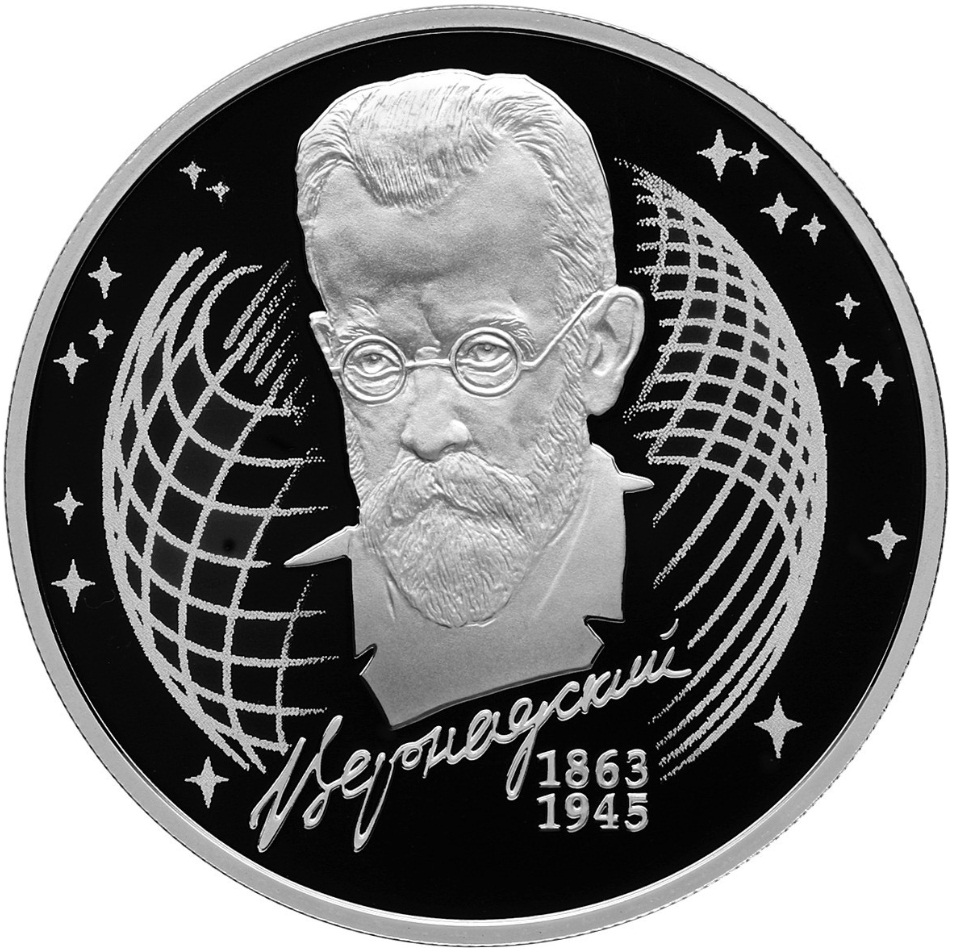
维尔纳茨基纪念币

1905年维尔纳茨基曾参加了地方自治局的第一次大会。这一会议讨论如何向政府施压，要求他们满足俄国社会的需要。他加入了立宪民主党，并当选国会议员，但不久因为抗议沙皇控制国家杜马而辞职。1908年起，维尔纳茨基组织了对俄国铀矿的普查。1911年他辞去学术职务，以抗议政府的保守政策。1917年二月革命后，他担任了有关农业和教育的多个委员会的职务，包括教育部副部长。
从1912年起，维尔纳茨基就是俄国科学院院士。除了教学和社会活动，他很关心乌克兰的科学研究，他每年都会去一次乌克兰的波尔塔瓦。1918年前后，他参与了位于基辅的乌克兰科学院的创建工作，并担任首任院长。他还是乌克兰维尔纳茨基国家图书馆的创始人，还曾在克里米亚的塔夫里达大学工作过。在俄国内战中，他在家中接待了很多年轻的知识分子，他们后来领导了欧亚主义思潮。1921年7月14日，维尔纳茨基因间谍行为被捕，被流放到西伯利亚，所幸他的朋友给列宁和卢纳察尔斯基写信，维尔纳茨基不久就被释放。

## 智慧圈概念
维尔纳茨基的理论主要体现在1926年出版的《生物圈》一书中，他提出了“智慧圈”（noosphere，又译“人类圈”）的概念，大力宣传并深化了爱德华·修斯提出的生物圈的概念。维尔纳茨基认为，智慧圈是在地质圈和生物圈之后的地球第三个发展阶段。正如生命的出现从更本上改变了地质圈一样，人类团体的出现也从根本上改变了生物圈。在他的理论中，生命和认知都是地球演化的本质特征，也是地球整体的一部分。他写到：“生命并非地表上偶然发生的外部演化。相反，它与地壳构造有着密切的关联，没有生命，地球的脸面就会失去表情，变得像月球般木然。”
虽然他的智慧圈概念在西方没有得到普遍接受。但他是最早认识到地球大气中的氧气、氮气和二氧化碳是来源于生物圈的科学家。他也是为环境科学打下基础的先驱者之一。

## 放射化学研究
1922年初，维尔纳茨基参与创立了苏联放射性研究所。从1922年到1926年，维尔纳茨基到国外工作，曾在巴黎索邦大学讲课，在居里研究所做研究。1935年，维尔纳茨基最后一次出国研究。从1930年代晚期到1940年代初，维尔纳茨基作为苏联原子弹计划的早期顾问，力主利用核动力、对苏联的铀矿进行普查，并推动对核裂变的研究，但未能形成具体计划就去世了。

## 纪念
维尔纳茨基葬于莫斯科的新圣母公墓。他的儿子乔治·维尔纳茨基移居美国，并出版了很多关于中世纪和现代俄国历史的书籍。莫斯科的一条街、乌克兰国立图书馆、克里米亚的塔夫里塔国立大学、乌克兰南极考察基地都以维尔纳茨基的名字命名。为纪念他诞生150周年，在联合国教科文组织的资助下，在莫斯科大学召开了一次国际科学会议“全球化-2013”。

## 備註
1. ↑   又译韦尔纳茨基、沃尔纳德茨基